# Kuna z Kunštátu
Kuna z Kunštátu, nebo také Kuna I. z Jevišovic, byl moravský šlechtic z rodu pánů z Kunštátu.

## Život
Jeho otcem byl Kuna ze Zbraslavi a Kunštátu. O Kunovi toho historici moc nevědí, rodokmeny tohoto pokolení jsou postaveny víceméně na dohadech a jsou nepřesné. Víme, že starším Kunovým bratrem byl Boček I. z Jevišovic, zakladatel jevišovické větve. Dále je známo, že druhým bratrem Kuny je Bohuše z Kunštátu, který se uvádí roku 1283. Sám Kuna se uvádí v roce 1289.
Bratři Bohuše a Kuna žili společně na hradě Kunštát, nejsou známy jejich manželky a spolehlivě nelze ani určit potomky. Jsou známá dvě jména dalšího pokolení – Jan z Kunštátu a Gerhard z Kunštátu. Zda se jednalo v jednotlivých případech o syny Bohuše, či Kuny, nelze přesvědčivě určit. Je však velmi pravděpodobné, že se v případě Jana a Gerharda jednalo o bratrance, nikoliv o bratry.